# Nisino Akira
Nisino Akira (西野 朗, Szaitama, 1955. április 7. –) japán válogatott labdarúgó; labdarúgóedző. 2018 áprilisától a 2018-as világbajnokság végéig a japán labdarúgó-válogatott szövetségi kapitánya volt.

## Statisztika
| Japán válogatott | Japán válogatott | Japán válogatott |
| Időszak          | Mérk.            | gól              |
| ---------------- | ---------------- | ---------------- |
| 1977             | 4                | 0                |
| 1978             | 8                | 1                |
| Összesen         | 12               | 1                |